# Соловых, Валентина Михайловна
Валенти́на Миха́йловна Соловы́х (23 мая 1949 года, Абакан, Хакасская автономная область, РСФСР, СССР  — 23 июля 2007 года, Хабаровск, Россия) — российская дальневосточная певица, лирико-драматическое сопрано широкого диапазона и необычайно красивого тембра, Заслуженная артистка России (1988).
Родилась в городе Абакан Красноярского края (ныне Хакасия).
Родители: мать — Остапенко Мария Григорьевна, строитель по профессии, отец — Соловых Михаил Николаевич, художник. О бабушке Валентины Соловых со стороны матери в её родном украинском селе ходили легенды. Говорили, она обладала голосом столь огромной силы, что если запевала на одном конце села, подхватывали сельчане с противоположного конца.
В 1974 году окончила Хабаровское государственное училище искусств (отделение вокала, педагог — Н. П. Ламанова). В 1979 году — Дальневосточную академию искусств (отделение вокала, педагог — А. Г. Простякова), откуда уже на третьем курсе была приглашена в Хабаровский театр музыкальной комедии тогдашним главным режиссёром А. Туговиковым. Дебютировала на сцене этого театра в партии Елены, царицы Спарты в оперетте Ж. Оффенбаха «Прекрасная Елена».

## Творчество
Валентина Соловых вошла в историю искусства российского Дальнего Востока как первая и до сих пор единственная артистка, с равным успехом работавшая в пяти жанрах — оперы, оперетты, мюзикла, комедии и драмы. Обладая сценическим обаянием удивительной силы, а также подкупающей искренностью исполнения, в период 1979—2007 гг. стала любимой певицей нескольких поколений дальневосточников.
Приобрела известность благодаря особой, проникновенной манере исполнения как старинного, так и классического русского романса, а также русской народной песни и лучших образцов советской песенной классики. Пользовалась большим уважением в профессиональной среде музыкантов благодаря точности и чистоте интонации, уникальной работоспособности, глубине проникновения в суть произведения и завораживающей энергетической подаче каждой исполняемой вещи.
Вторая в России (после Надежды Юреневой) исполнительница главной партии в моноопере Франсиса Пуленка «Человеческий голос». Валентина Соловых участвовала в трёх версиях исполнения этой оперы — концертной (на сцене Концертного зала Хабаровской филармонии в сопровождении Дальневосточного симфонического оркестра, 1989 год); сценической (на сцене Хабаровского театра музыкальной комедии, режиссёр Олег Матвеев, 1991 год) и телевизионной (Хабаровское телевидение, режиссёр Лидия Славутская, 1994 год).
Первая в России исполнительница главной женской партии в легендарном мюзикле Эндрю Ллойда Уэббера «Призрак Оперы» (1996, ремейки в 1998 и 2001 году).
Ведущая солистка Хабаровского театра музыкальной комедии в период 1979—2007 гг. В истории этого театра осталась непревзойдённой исполнительницей партий героинь классической оперетты, сочетая вокальное мастерство высочайшего класса с проникновенной искренностью актёрской игры.
Создатель, художественный руководитель и ведущая актриса первой и до сих пор единственной на Дальнем Востоке России независимой театральной антрепризы «Свободный Театр», существующей с 1996 года по сей день, объединившей в своих рядах лучшие творческие силы профессиональной музыкально-театральной среды Хабаровска и других городов Дальневосточного региона.
Автор многих творческих проектов Свободного Театра (в том числе и смелых экспериментальных), имевших шумный зрительский успех в период 1996—2006 гг.
Автор книги «Высокая форманта» (2005).

## Гибель
Погибла 23 июля 2007 года в своей квартире при пожаре .

## Дискография
- «Жемчужина России» (1992) — старинные русские романсы, русские народные песни, песни из популярных мюзиклов (студия Нью-Микс);
- «Человеческий голос» (1993) — моноопера Ф. Пуленка (студия Нью-Микс);
- «Арии и дуэты из популярных оперетт» (1998), студия Нью-Микс;
- «Призрак Оперы» (2001) — версия мюзикла Эндрю Ллойда Уэббера (студия Нью-Микс);
- «Наш джаз» (2005) — сборник советской песенной классики;
- «Любимые песни военных лет» (2006).

## Фильмография
- «Человеческий голос» (1994) — моноопера Ф. Пуленка (Хабаровская студия телевидения, режиссёр Лидия Славутская). Фильм-призёр Пражского фестиваля музыкальных фильмов «Злата Прага» 1994 года.

Жизни и творчеству Валентины Соловых посвящены следующие фильмы, снятые уже после трагической гибели певицы:
- «Ангел музыки» (2007), телекомпания «ДальТВ»;
- «Вселенная Валентины Соловых» (2009), телекомпания «ДальТВ»;
- «Валентина Соловых. Человеческий голос» (2013), телекомпания «СЭТ»

## Публикации
Хабаровские газеты периода 1980—2007 гг.:
- «Протирая зеркала, можно увидеть не только собственное отражение. Бенефис Валентины Соловых» («Тихоокеанская звезда», 16 апреля 1993 г.);
- «Европа ещё услышит наш „Человеческий голос“» («Тихоокеанская звезда», 23 октября 1994 г.);
- «Снимаем клипы» («Тихоокеанская звезда», 8 июня 1995 г.);
- «Валентина Соловых „Я хочу царствовать на сцене“» (ТВР — телевидение и радио, № 2, 1999 г.);
- «Клеопатра в Хабаровске» («Тихоокеанская звезда», 10 июля 1999 г.);
- «Призрак Оперы в Хабаровске» (молодёжная газета «Лидер», № 1, январь 2000 г.);
- «Я всегда выбираю музыку» блиц-интервью с примадонной («Хабаровская неделя», № 7, 2001 г.);
- «Жизнь ради музыки» («Амурский меридиан», 22 августа 2007 г.);
- «Актёрские свары» — фрагменты книги Валентины Соловых «Высокая форманта» («Хабаровская неделя», № 34 — 37, 2007 г.);
- «Королева сцены. Валентина Соловых» («Хабаровский экспресс», № 32, 2007 г.);
- «Валентина Соловых. Звёзды не гаснут» («Московский комсомолец в Хабаровске», № 32, 2007 г.);
- «Служить музыке» («Хабаровские вести», № 31, 2007 г.);
- «Дальневосточная царица» («Приамурские ведомости», № 107, 1 августа 2007 г.);
- «Ушла звезда» («Молодой дальневосточник», № 30, 2007 г.) и др.;

Российские издания:
- «Альтернативные театры в Дальневосточном регионе» («Россия и АТР», № 1, 2010 г.);
- «Страстной бульвар» Хабаровск плюс/XVII Хабаровский краевой фестиваль (ж-л Страстной бульвар, 10, № 7-147/2012)
- "Валентина Соловых: «Мне кажется, я пела ещё до своего рождения…» (ж-л Страстной бульвар, 10, № 7-167/2014)